# Ángel Grippa
Ángel Grippa (2 marzo 1914 – ...) è stato un calciatore argentino, di ruolo portiere.